# 전주화정중학교
전주화정중학교는 대한민국 전북특별자치도 전주시 송천동2가에 있는 공립 중학교이다.

## 연혁
- 2020년 3월 1일 : 개교